# Adolfo Best Maugard
Adolfo Best Maugard (Ciudad de México, 1891 - Atenas, Grecia, 1964) fue un polifacético artista plástico mexicano que vivió en la primera mitad del siglo XX.
Fue coreógrafo, pintor, estudioso del dibujo, profesor de arte, director de cine, camarógrafo, escritor, pensador y promotor de la cultura mexicana. El historiador del arte Olivier Debroise lo definió "como un esteta y catrín de toda la vida." 

## Biografía
Sus amistades lo llamaban Fito Best. Nació en el porfiriato, en el seno de una familia adinerada, que se lo llevó a Europa en 1900. Al respecto, la ficha de Best en Escritores del cine mexicano de la UNAM comienza con una cita: 

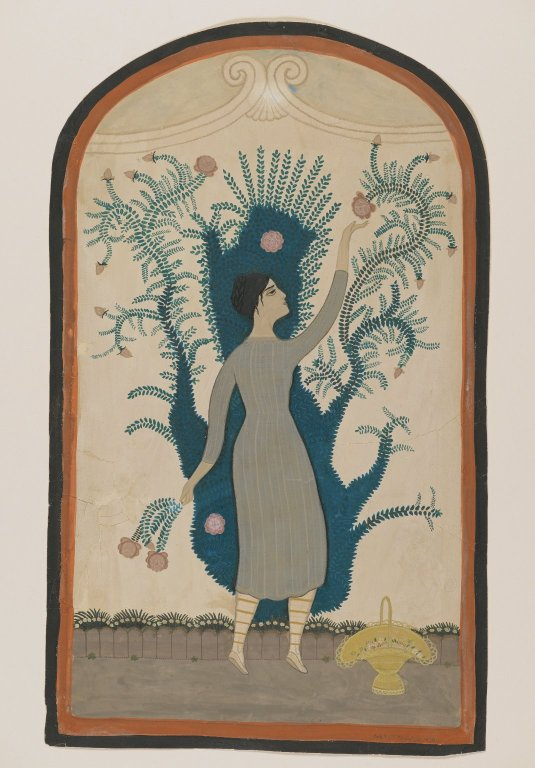
Pintura de Adolfo Best Maugard propiedad del Brooklyn Museum. Sin título (Mujer de pie busca una flor)

«Marchó a Europa, estudió como tantos otros, a Rafael, a Velázquez, a Frans Hals, Rembrandt, a Leonardo, a Rubens, a todos los maestros y no tardó en convencerse de que ellos habían dicho la última palabra en materia de línea; (...) Se codeó con los postimpresionistas, conoció íntimamente a Matisse, a Cezanne, y al atormentado y disputado Gauguin. Examinó con cautela la cabalgata del cubismo que pasó a galope tendido por Europa sembrando el pánico en las academias del mundo.» Entre 1912 y 1913 colgó unos paisajes en el Salón de Otoño en París y conoció a Diego Rivera. «Y después de haber visto todo eso, regresó a México con el espíritu preparado para una evolución de la que había de salir creando de una vez el verdadero arte mexicano.»
Diego Rivera, en su encuentro en París, le pintó un retrato, conocido como Joven en el balcón, que hoy está en el Museo Nacional de Arte y se puede observar en la galería Diego Rivera.
Regresó a la Ciudad de México en 1913 o 1914, en plena Revolución mexicana. Participó activamente en las Escuelas al Aire Libre, promovidas por los artistas Alfredo Ramos Martínez, entonces director de la Academia de San Carlos, Ramón Alva de la Canal, Abraham Ángel, Agustín Lazo, y Antonio M. Ruiz, entre otros. Buscaban sacar a los estudiantes de las aulas, llevarlos al exterior a pintar y fomentar un arte de intención naturalista y revelador de los valores nacionales.
En 1919 llevó a cabo el montaje de La fantasía mexicana, danza presentada por la compañía de Anna Pávlova, de gira en México, en la que ella bailó el jarabe tapatio vestida de china poblana. Ese mismo año Best fue Estados Unidos a trabajar con diversos materiales motivos estilizados de ornato popular mexicano. El resultado fue un centenar de pinturas, mismas que expuso los últimos dos meses de 1919 en la galería Knoedler´s de la Quinta Avenida de Nueva York.
En enero de 1920 participó en el Arts Club de Chicago y en mayo, de regreso en Manhattan se integró a la exposición de la IV Muestra de los Artistas Independientes, en el Hotel Waldorf Astoria. Best Maugard es considerado un artista menor dentro de la Historia del Arte Mexicano, porque abandonó por muchos años la pintura.

## Funcionario público de cultura

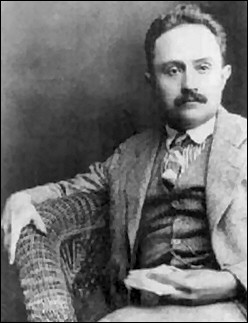
Adolfo Best Maugard encabezó el Departamento de Educación Artística de José Vasconcelos

De 1921 a 1924, en la recién creada Secretaría de Educación Pública por José Vasconcelos, Best fue Jefe del Departamento de Educación Artística. En esta etapa creó su Método de Dibujo de Best Maugard Teresa del Conde y Enrique Franco Calvo dicen en su Historia mínima del arte mexicano en el siglo XX:
"Método de dibujo de Adolfo Best Maugard. El método Best fue un manual de dibujo con fundamentos teóricos que creó el pintor Adolfo Best Maugard. Su teoría fundamental era que con base en siete líneas primarias se podía construir cualquier forma de la naturaleza. Estas líneas o "elementos" primarios tenían como parámetros la recta, pasaban por el círculo y concluían en la espiral. Había reglas básicas de aplicación de éstos, como evitar encimarlos o cruzarlos (excepto la recta). Buscaba con ello encontrar leyes universales. Maugard, influido por Manuel Gamio, se había inspirado mediante el estudio de las culturas precolombinas. No obstante, el método Best se promovió bajo la custodia de José Vasconcelos. Sus antecedentes datan desde 1918, pero desde 1921 comenzó a enseñarse en primarias y normales del país. Es publicado en forma de manual hasta 1923. Para 1924 el pintor Manuel Rodríguez Lozano modifica el método Best y en 1925 es suprimido definitivamente, pero sigue influyendo ocasionalmente en el diseño gráfico."
El método Best influyó en artistas de varias generaciones que después adquirieron personalidades propias, como el mismo Manuel Rodríguez Lozano, Abraham Ángel y Frida Kahlo. Es en este sentido que el método funda y coadyuva en las bases del nacionalismo plástico que más adelante cobraría auge. Asimismo, escribió varios libros en que los que situó a la educación de las artes en una base nacionalista.
El Maximato fue para Best Maugard una etapa de nombramientos: en 1932 lo hicieron miembro del Consejo de Bellas Artes, del Consejo de Asuntos Culturales de la Ciudad de México, de la Sociedad de Geografía y Estadística y de la Unión Mexicana de Directores Cinematográficos. Al año siguiente, fue representante del Departamento de Bellas Artes en el Consejo de Educación Primaria; de 1932 a 1935 y representante del Departamento de Publicidad en la Lotería Nacional para la Asistencia Pública.

## Cineasta

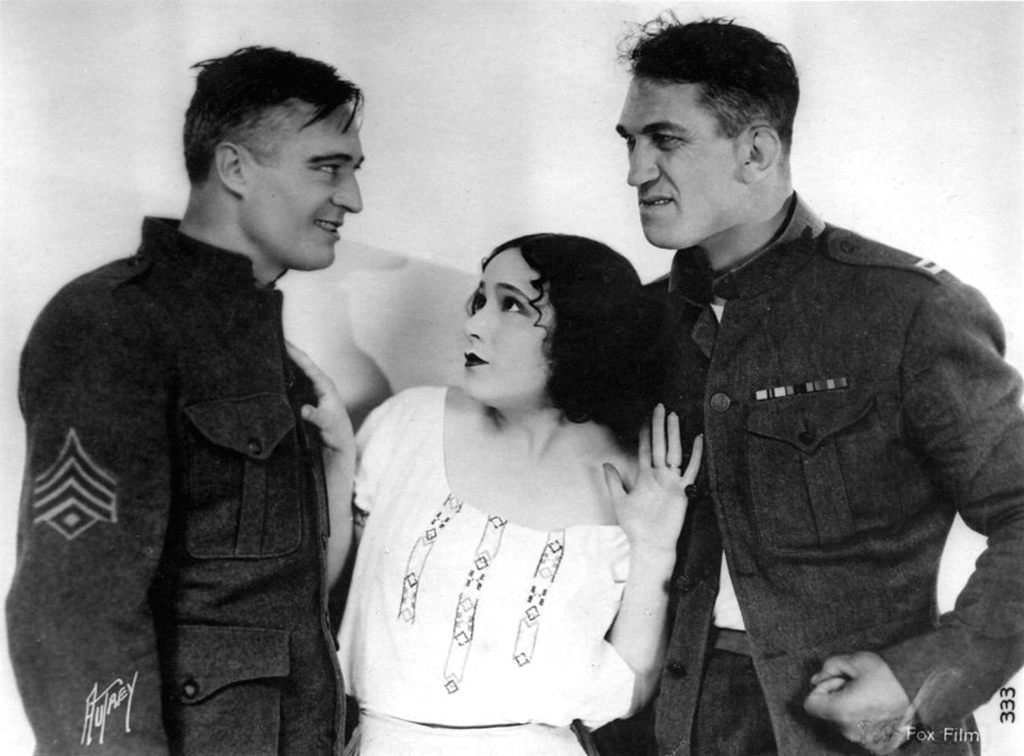
Dolores del Río en What Price Glory?, película de Hollywood filmada en 1926

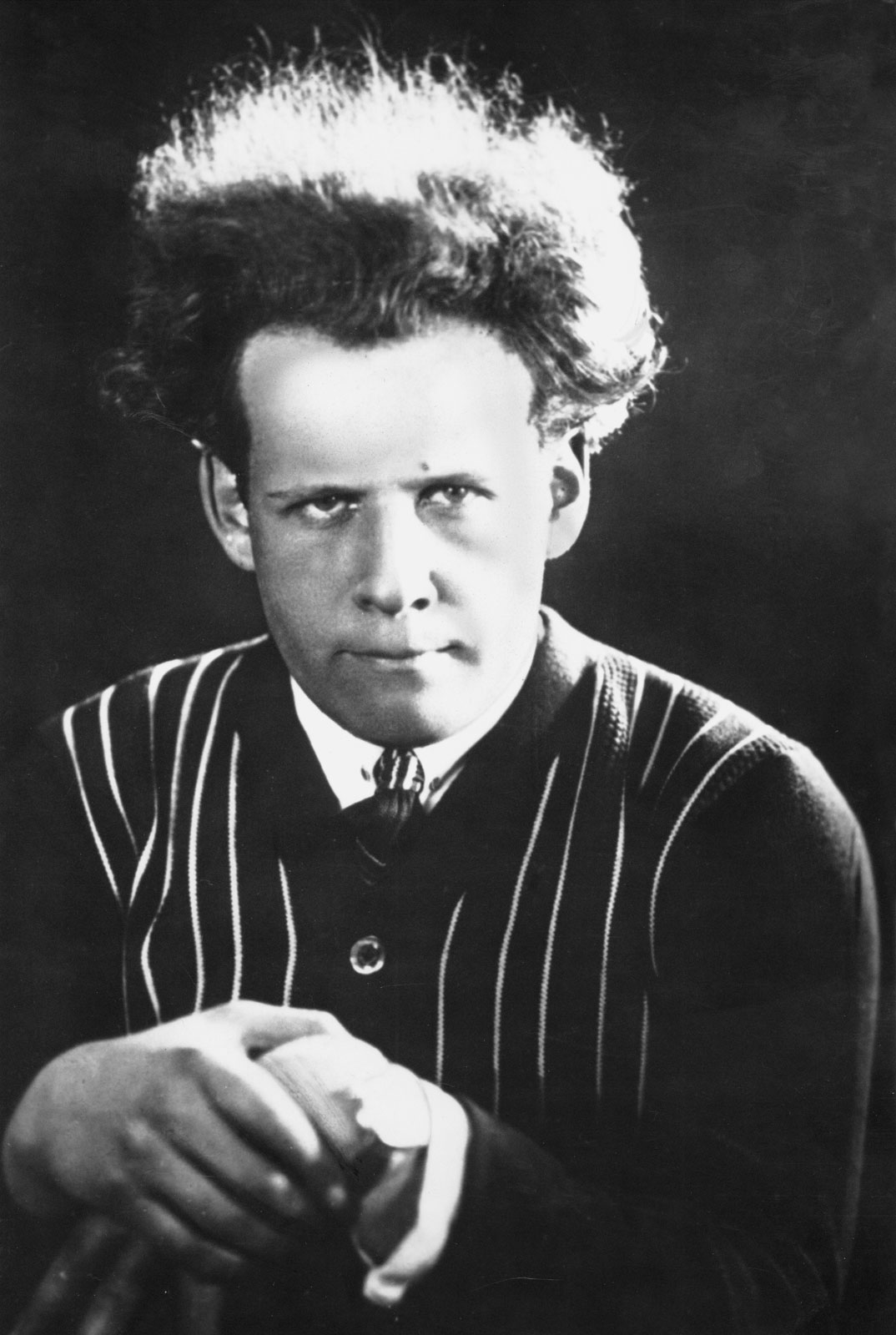
Best fue designado para supervisar el trabajo de Sergei Eisenstein en México

Best Maugard tuvo un estrecho contacto con el Hollywood de principios de los años veinte. Fue él quien introdujo allí a la por aquel entonces desconocida actriz Dolores del Río, que llevó a cabo una parte de su larga carrera interpretativa en los Estados Unidos.
En 1931 el gobierno mexicano designó a Best Maugard supervisor de la filmación de ¡Que viva México!, proyecto inconcluso del director soviético Serguéi Eisenstein. Influenciado por el trabajo del cineasta ruso, Maugard en 1933 realizó un homenaje al trabajo de las instituciones públicas, el cortometraje Humanidad, que tuvo mucho éxito.
La segunda y última película de Best como director fue un drama, el largometraje La mancha de sangre (1937). Filmado en los Estudios Azteca y en los barrios obreros de la Ciudad de México, no se estrenó hasta 1943. Su argumento, centrado en la pobreza y la prostitución, fue muy discutido. La película se enlató y se perdió. Fue redescubierta y restaurada por la Filmoteca de la UNAM, aunque aún faltan un rollo de sonido y la última cinta de imagen.
También fue camarógrafo de películas como Dos monjes (1934) de Juan Bustillo Oro y Abismos de pasión (1953) de Luis Buñuel.

## Impulsor de talentos
Adolfo Best Maugard fue también un gran impulsor del talento mexicano en todas las ramas en las que se movió, en especial en la pintura, el cine y la coreografía. Formó parte de varios movimientos de arte y entre sus amigos se encontraban el pintor tapatío Jorge Enciso, Miguel "El Chamaco" Covarrubias, Dolores del Río, Roberto Montenegro, Ernesto "el Chango" García Cabral, Jorge Juan Crespo de la Serna, Rufino Tamayo, Gabriel Fernández Ledesma, Carlos Pellicer, Xavier Villaurrutia, Frida Kahlo, Carlos Mérida, Diego Rivera, David Alfaro Siqueiros, José Clemente Orozco y Carol Miller, por mencionar solo unos cuantos.